# Campeonato Juvenil Africano de 1989
El Campeonato Juvenil Africano de 1989 se jugó del 30 de abril de 1988 al 14 de enero de 1989 y contó con la participación de 23 selecciones juveniles de África.
Nigeria venció en la final a Malí para ganar el título de campeón por cuarta edición consecutiva.

## Participantes
| - República Centroafricana - Angola - Guinea - Liberia - Malí - Senegal - Zaire - Mauricio | - Kenia - Madagascar - Somalia - Togo - Mauritania - Argelia - Camerún - Costa de Marfil | - Egipto - Gabón - Ghana - Lesoto - Marruecos - Nigeria - Túnez |

## Ronda preliminar
| Equipo 1 | Agr. | Equipo 2                 | Ida | Vuelta |
| -------- | ---- | ------------------------ | --- | ------ |
| Gabón    | w.o. | República Centroafricana | -   | -      |
| Argelia  | w.o. | Mauritania               | -   | -      |
| Mauricio | w.o. | Madagascar               | -   | -      |
| Kenia    | w.o. | Lesoto                   | -   | -      |
| Malí     | 6–4  | Senegal                  | 4–0 | 2–4    |
| Guinea   | 4–2  | Liberia                  | 3–1 | 1–1    |
| Angola   | 3–4  | Zaire                    | 2–1 | 1–3    |

## Primera ronda
| Equipo 1        | Agr.   | Equipo 2   | Ida | Vuelta |
| --------------- | ------ | ---------- | --- | ------ |
| Egipto          | w.o.   | Madagascar | -   | -      |
| Costa de Marfil | w.o.   | Somalia    | -   | -      |
| Togo            | w.o.   | Lesoto     | -   | -      |
| Malí            | (a)2–2 | Marruecos  | 1–0 | 1–2    |
| Argelia         | (a)2–2 | Túnez      | 0–0 | 2–2    |
| Guinea          | 3–3(a) | Ghana      | 3–2 | 0–1    |
| Zaire           | 2–2(a) | Nigeria    | 2–2 | 0–0    |
| Gabón           | 2–1    | Camerún    | 2–0 | 0–1    |

## Cuartos de final
| Equipo 1 | Agr.         | Equipo 2        | Ida | Vuelta |
| -------- | ------------ | --------------- | --- | ------ |
| Malí     | (a)3–3       | Egipto          | 2–0 | 1–3    |
| Ghana    | 3–3 (p: 4–5) | Argelia         | 3–0 | 0–3    |
| Nigeria  | 6–1          | Lesoto          | 4–0 | 2–1    |
| Gabón    | 2–4          | Costa de Marfil | 1–0 | 1–4    |

## Semifinales
| Equipo 1        | Agr.   | Equipo 2 | Ida | Vuelta |
| --------------- | ------ | -------- | --- | ------ |
| Argelia         | 1–1(a) | Malí     | 1–1 | 0–0    |
| Costa de Marfil | 2–4    | Nigeria  | 2–2 | 0–2    |

## Final
| Equipo 1 | Agr. | Equipo 2 | Ida | Vuelta |
| -------- | ---- | -------- | --- | ------ |
| Malí     | 1–4  | Nigeria  | 1–2 | 0–2    |

## Campeón
| Campeonato Juvenil Africano 1989 |
| -------------------------------- |
| Bandera de Nigeria               |
| Nigeria 4º Título                |

## Clasificados al Mundial Sub-20
| - Nigeria | - Malí |